# Jaakko Tallus
Jaakko Tapio Tallus, né le 23 février 1981 à Lieksa, est un coureur finlandais du combiné nordique.

## Carrière
Représentant le club de sa ville natale Lieksa, il entame sa carrière internationale en 1996, puis monte sur son premier podium en Coupe du monde dès sa deuxième course, prenant la deuxième place à Schonach. Il est ensuite deux fois champion du monde junior par équipes en 1998 et 2000, puis trois fois médaillé d'argent aux Championnats du monde junior 2001. En 2001, il remporte sa première victoire par équipes en Coupe du monde à Salt Lake City, puis est sélectionné pour ses premiers championnats du monde sénior à Lahti, où il est quatrième en individuel et médaillé de bronze par équipes.
En 2002, alors qu'il effectue sa meilleure saison dans l'élite (quatrième mondial et 3 podiums individuels), lors des Jeux olympiques de Salt Lake City, il obtient la médaille d'argent en individuel Gundersen derrière son compatriote Samppa Lajunen après avoir dominé le saut à ski puis l'or durant l'épreuve par équipes. Il remporte aussi le titre mondial dans cette épreuve en 2007 et la médaille de bronze aux Jeux olympiques d'hiver de 2006, où il est aussi cinquième du sprint et en Gundersen et aux Championnats du monde 2003. En 2007, il récolte son septième et dernier podium individuel en Coupe du monde en terminant deuxième de la mass start de Zakopane. Il ne possède aucune victoire à ce niveau.
Il annonce la fin de sa carrière en juin 2010. Il passe ainsi un diplôme d'éducation physique et souhaite travailler dans ce domaine.

## Palmarès

### Jeux olympiques
| Épreuve / Édition        | Salt Lake City 2002              | Turin 2006                       | Vancouver 2010                   |
| Sprint                   | 4e                               | 5e                               | Épreuve inexistante à cette date |
| Gundersen                | Argent                           | 5e                               | Épreuve inexistante à cette date |
| Gundersen petit tremplin | Épreuve inexistante à cette date | Épreuve inexistante à cette date | 38e                              |
| Gundersen grand tremplin | Épreuve inexistante à cette date | Épreuve inexistante à cette date | 32e                              |
| Par équipes              | Or                               | Bronze                           | 7e                               |

### Championnats du monde
| Épreuve / Édition        | Lahti 2001 | Val di Fiemme 2003 | Oberstdorf 2005 | Sapporo 2007 | Liberec 2009 |
| Sprint                   | 4e         | 20e                | 12e             |              |              |
| Départ en ligne          |            |                    |                 |              | 9e           |
| Gundersen                | 10e        | 13e                | 8e              |              |              |
| Gundersen petit tremplin |            |                    |                 | 5e           | 18e          |
| Gundersen grand tremplin |            |                    |                 |              | 39e          |
| Par équipes              | Bronze     | Bronze             | 4e              | Or           | 8e           |

### Coupe du monde
- Meilleur classement général : 4e en 2002.
- 7 podiums individuels : 4 deuxièmes places et 3 troisièmes places.
- 4 victoires par équipes.

#### Différents classements en Coupe du monde
| Année     | Classement général final |
| 1996-1997 | 53e                      |
| 1998-1999 | 29e                      |
| 1999-2000 | 14e                      |
| 2000-2001 | 14e                      |
| 2001-2002 | 4e                       |
| 2002-2003 | 15e                      |
| 2003-2004 | 15e                      |
| 2004-2005 | 13e                      |
| 2005-2006 | 12e                      |
| 2006-2007 | 13e                      |
| 2007-2008 | 37e                      |
| 2008-2009 | 28e                      |
| 2009-2010 | 33e                      |

### Championnats du monde junior
- 1998 :  : Médaille d'or par équipes
- 2000 :  : Médaille d'or par équipes
- 2001 :  : Médaille d'argent du Gundersen
- 2001 :  : Médaille d'argent du sprint
- 2001 :  : Médaille d'argent par équipes

### Grand Prix
- 1 victoire.